# Pachydema volaki
Pachydema volaki är en skalbaggsart som beskrevs av Jan Roubal 1945. Pachydema volaki ingår i släktet Pachydema och familjen Melolonthidae. Inga underarter finns listade i Catalogue of Life.